# Galilea (arquitectura)

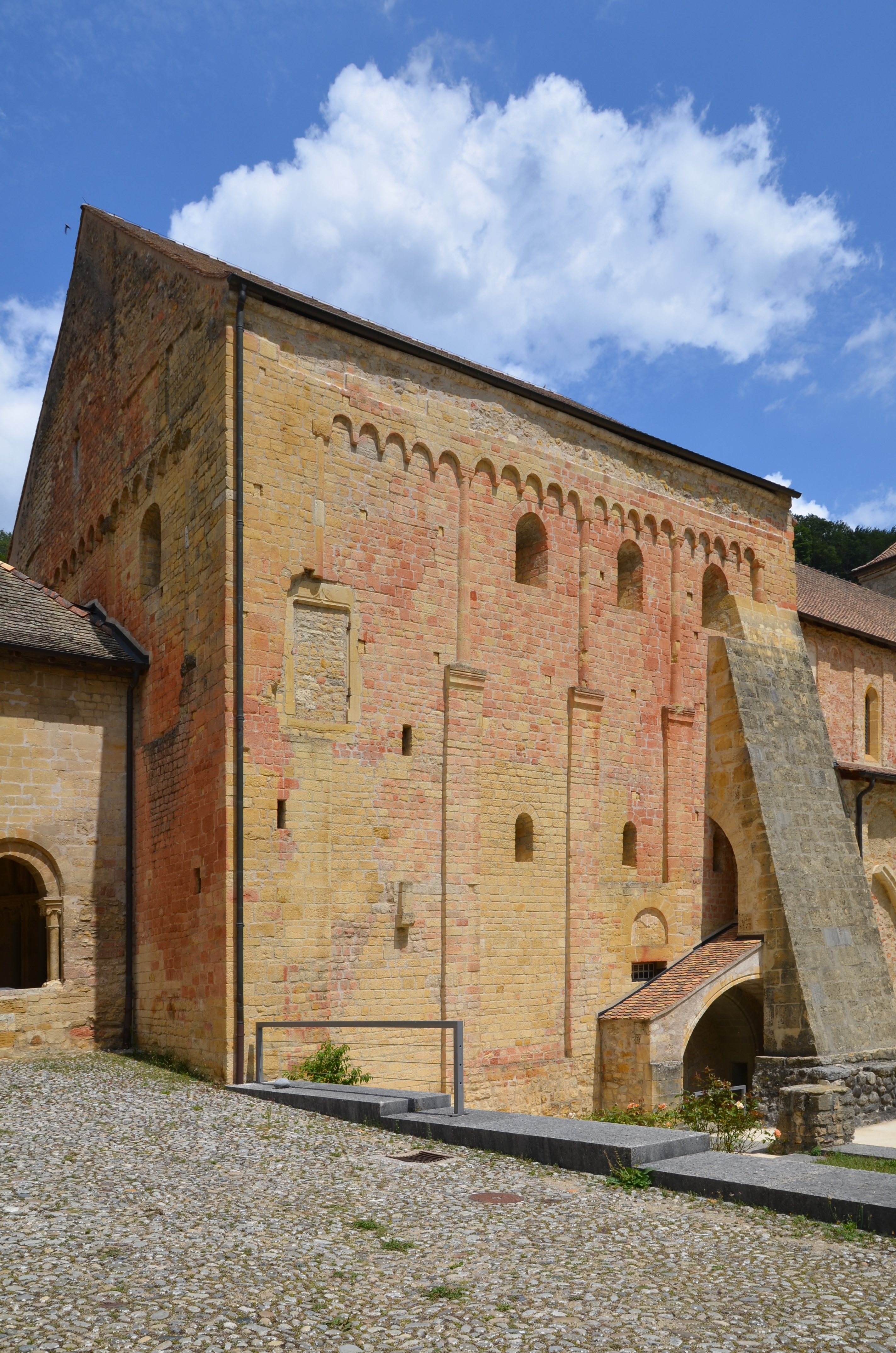
Galilea cluniacense de la iglesia abacial románica de Romainmôtier.

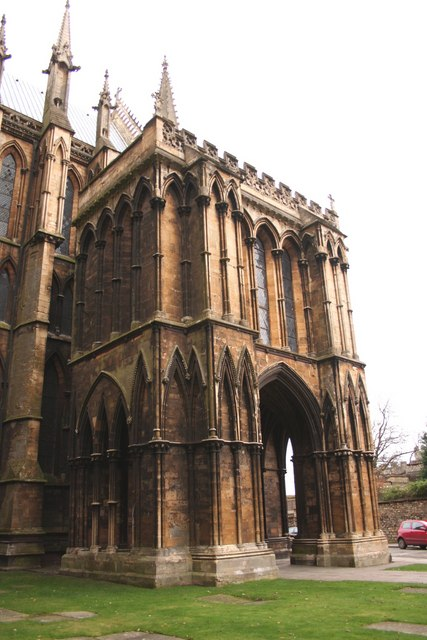
El porche galilea en la catedral de Lincoln (Inglaterra).

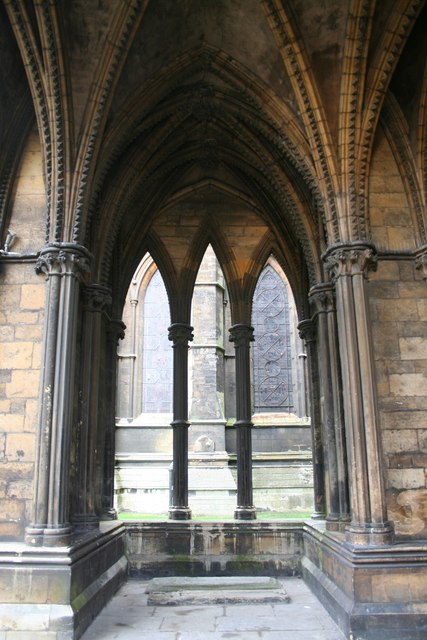
Vista interna de la galilea de la catedral de Lincoln.

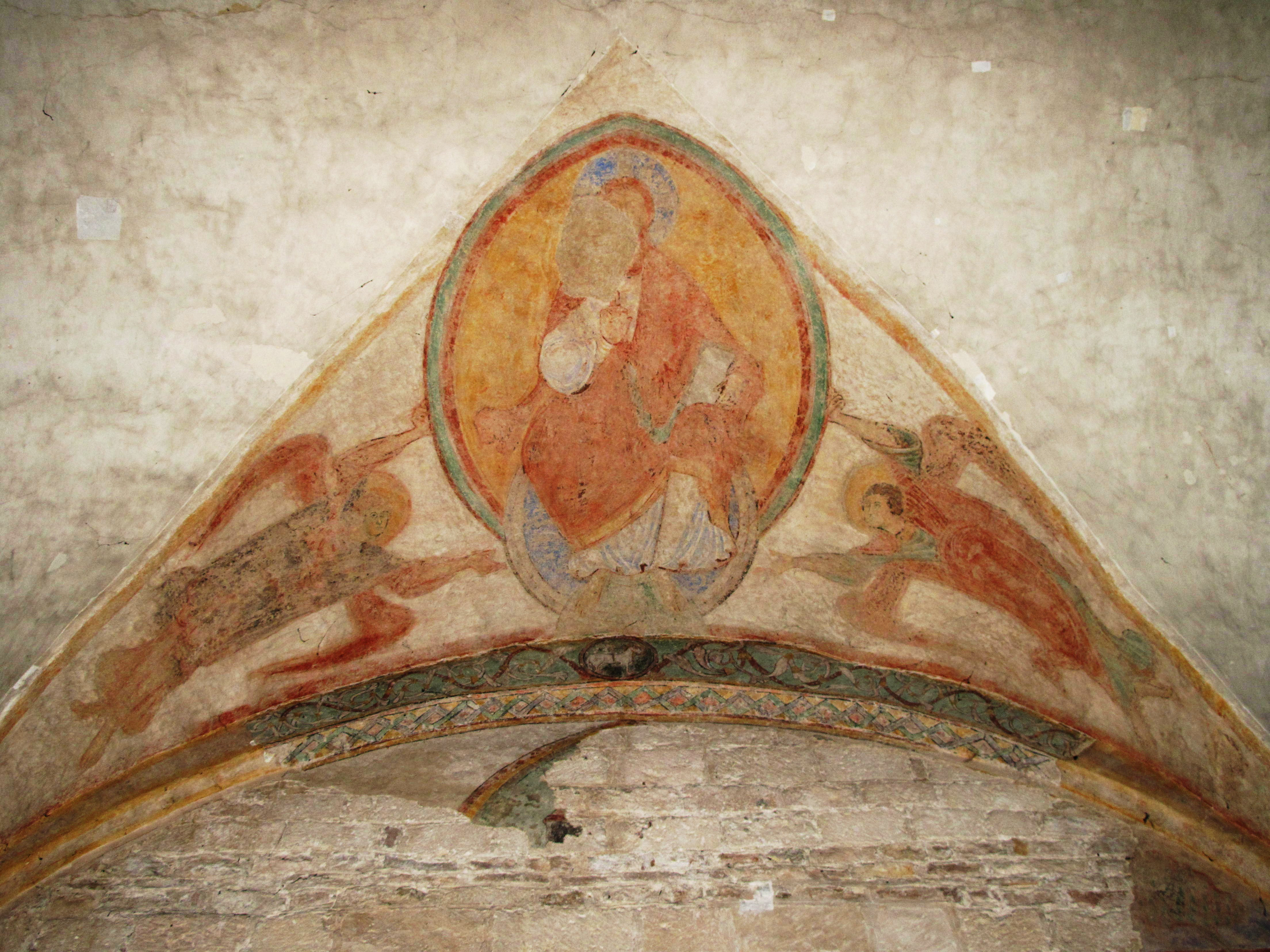
Fresco con Cristo en Majestad en la galilea de la iglesia abacial de San Filiberto de Tournus (Borgoña).

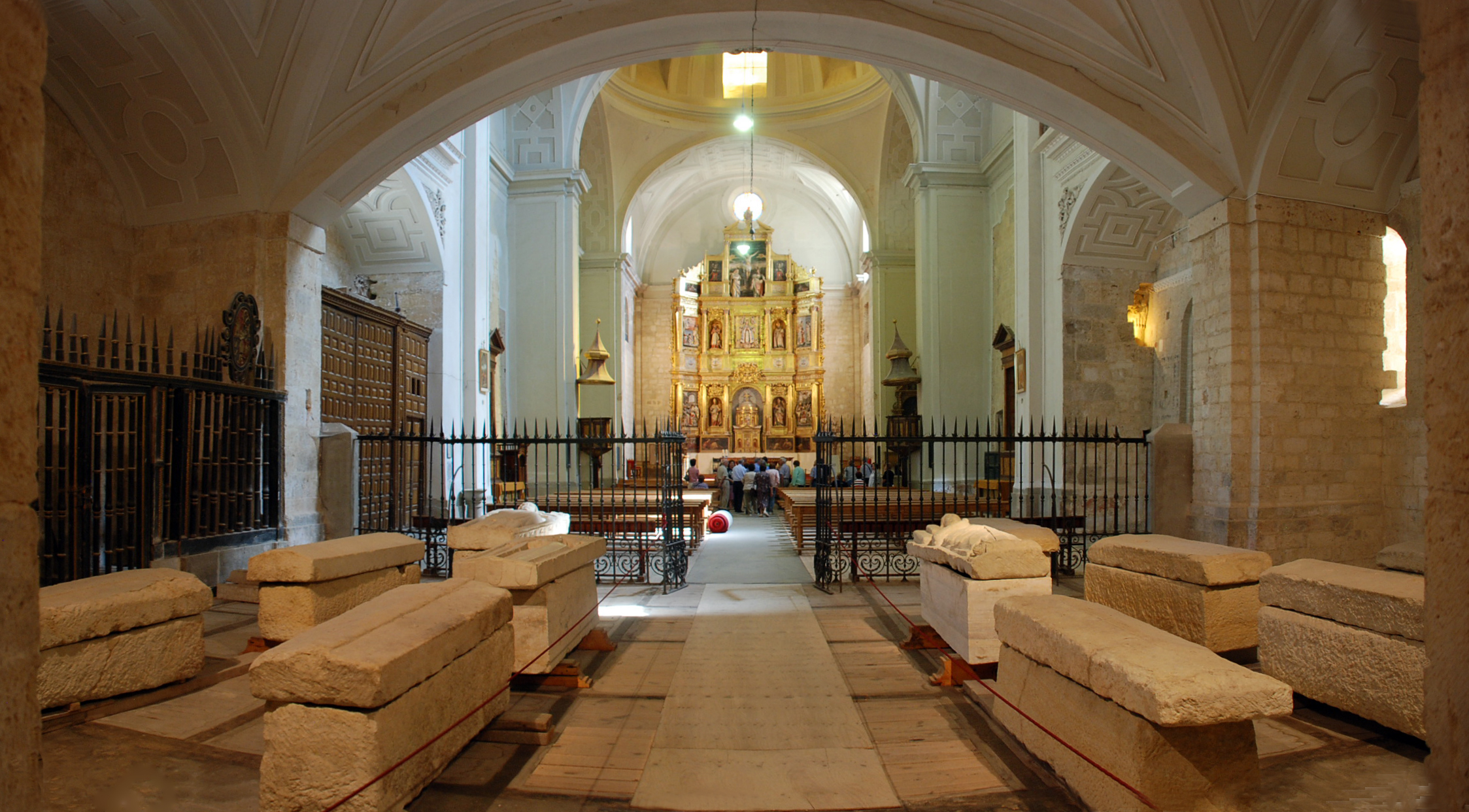
Galilea con tumbas condales en la iglesia del Monasterio de San Zoilo, Carrión de los Condes (Castilla).

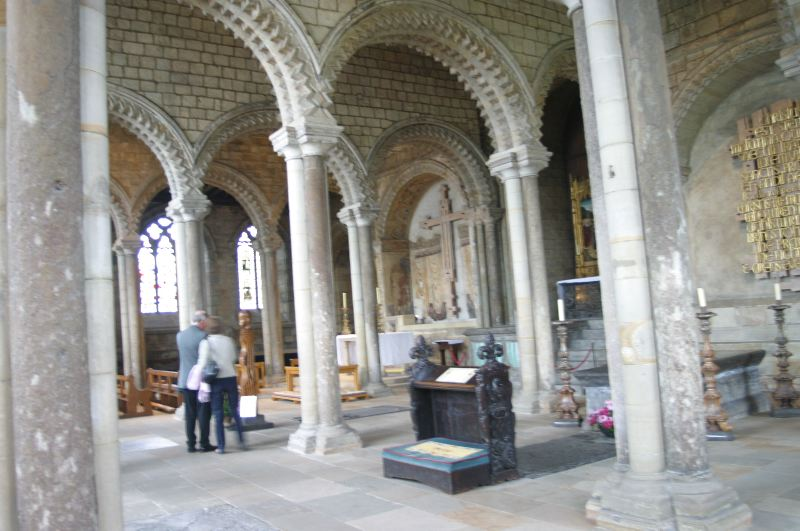
Interior de la galilea de la catedral de Durham.

Una galilea (del latín galilaea: atrio, claustro) es una capilla, pórtico o vestíbulo situado en el extremo oeste de algunas iglesias. A veces, las galileas están rematadas con torres.
Las primeras referencias a este tipo de nártex se encontraron en los consuetudines cluniacensis de Ulrich y en los consuetudines cenobii cluniacensis de Bernardo de Cluny (De processione dominicali). Las galileas son especialmente frecuentes en las iglesias de los monasterios cluniacenses. Se habla entonces de "galileas cluniacenses".
Las galileas se diferencian de los nártex simples y de los westwerk (macizos occidentales) por su arquitectura y su función. A diferencia de las primeras, constan de dos niveles: un nivel inferior utilizado como pórtico del edificio y para las procesiones, y una capilla en la parte superior. A diferencia de las segundas, construidas también en dos niveles, tienen una organización espacial y una función muy diferentes.

## Distribución geográfica
Los primeros vestigios ciertos de galileas se remontan a mediados del siglo XI en el Ducado de Borgoña, aunque no se ha podido establecerse con claridad.
Se utilizó principalmente en la Francia, España o Inglaterra medievales. Se encuentran principalmente ejemplos de galileas en las iglesias abaciales borgoñonas de Cluny II, San Filiberto de Tournus, Sagrado Corazón de Paray-le-Monial, San Benigno de Dijon o en las provincias de alrededor, La Charité-sur-Loire o Souvigny. También en la actual Suiza como en Romainmôtier o Payerne. 
En España se construyeron en la iglesia abacial de Monasterio de San Zoilo de Carrión de los Condes (Castilla y León) o en el Monasterio de Santa María la Real de Nájera (La Rioja) y probablemente, aunque hay discrepancias, si también hubo galilea en la Catedral de San Pedro de Jaca (Aragón). En Inglaterra, en algunas catedrales románicas y góticas, como en Durham, Ely y Lincoln.

## Simbolismo
Desde un punto de vista funcional y simbólico, las galileas están vinculadas a la esperanza de la resurrección y, por tanto, más concretamente, a la oración por los difuntos.
Su nombre se deriva, desde el siglo XII, de la liturgia de la Pascua de Resurrección, que iba precedida por una procesión y terminaba en la galilea donde se realizaba un rito de purificación antes de la entrada en la iglesia propiamente dicha. Se simbolizaba el camino de los Apóstoles a Galilea después del regreso de Cristo allí, después de muerto. La galilea se interpretaba así como una tierra de paso, del sufrimiento a la resurrección.
Aunque el tema asociado a la galilea, en la teología cluniacense, es la muerte y la resurrección, no sólo lo es de Jesús, sino también de los seres humanos en general, la iconografía recuerda este tema representando la Pasión de Cristo y su Resurrección.
En San Filiberto de Tournus, la parte inferior de la galilea está decorada con un friso pintado del siglo siglo XI, que representa follaje sobre fondo negro dentro de un marco bordeado de filetes amarillos y rojos. La bóveda de la última crujía central también está cubierta con pintura mural que representa a Cristo en Majestad en una mandorla, rodeada por dos ángeles y fechada hacia 1120.